# آردیلا
آردیلا (به انگلیسی: Ardila)، رودخانه ای در اسپانیا و پرتغال است و همچنین ریزابه‌ای از رود گوادیاناست. طول آن ۱۶۶ کیلومتر بوده که بخشی از آن مرز پرتغال و اسپانیا را تشکیل می‌دهد.